# Тернопільський радіозавод «Оріон»
ПАТ Тернопільський радіозавод «Оріон» — підприємство військово-промислового комплексу України, яке спеціалізується на виробництві та ремонті засобів радіозв'язку УКХ-діапазону.
Входить до переліку підприємств, що мають стратегічне значення для економіки і безпеки України.

## Історія
Після проголошення незалежності України підприємство стало єдиним виробником засобів радіозв'язку для силових структур (в тому числі, спеціалізованих засобів радіозв'язку для бронетанкової техніки). Тим не менш, протягом 20 років підприємство практично не отримувало замовлень від державних силових структур України і працювало на експорт.
11 травня 1994 прикордонна служба України уклала з заводом контракт на виконання дослідно-конструкторських робіт зі створення систем радіозв'язку, в результаті яких в 1994—1996 рр. для прикордонслужби були розроблені радіотранслятор «Оріон РР-1», стаціонарна радіостанція «Оріон РС-1», переносна радіостанція «Оріон РН-2» і радіостанція «Оріон РВ-1».
У середині 1990-х на заводі було створено конструкторське бюро.
У вересні 2002 року завод був внесений до переліку підприємств для приватизації. Фонд державного майна України призначив на 2003 рік приватизаційний конкурс з відкритою пропозицією ціни за принципом аукціону з продажу 96,13 % державного пакета акцій компанії «Тернопільський радіозавод „Оріон“» при стартовій ціні 24890 тисяч гривень.
У середині 2004 року на заводі працювали 1300 осіб.
У 2004 році 85 % продукції заводу йшло на експорт (в Індію, Пакистан, Єгипет, В'єтнам, Малайзію, Узбекистан, Азербайджан, Болгарію, на Кубу, в Росію), проте деякі розробки (зокрема, система зв'язку для швидкісного електропоїзда «Київ — Дніпропетровськ» і приховано-носима радіостанція для співробітників податкової міліції) були продані в Україні.
У 2006 році завод отримав 10 тис. гривень чистого прибутку.
У 2007 році завод отримав 350 тис. гривень чистого прибутку.
Станом на початок 2008 року, заводом було освоєно випуск наступної продукції:
- апаратура внутрішнього зв'язку і комунікації АВСК-1;
- радіоприймач Р-173ПМ;
- радіостанція Р-173 м;
- шоломофон шумозахищені ШШ-1.

У лютому 2008 року уряд України вжив ще одну спробу продати завод. Фонд державного майна України призначив приватизаційний конкурс з відкритою пропозицією ціни за принципом аукціону з продажу 96,13 % державного пакета акцій компанії «Тернопільський радіозавод „Оріон“» при стартовій ціні 31525758 гривень.
У січні-вересні 2009 року виручка заводу склала 35743000. Гривень, за звітний період збитки підприємства збільшилися на 46,8 %, до 2,746 млн гривень.
У вересні 2010 року директор заводу повідомив, що в останні роки завод працює в основному над виконанням експортних замовлень і тільки в 2009 році завод ім. Малишева купив 15 комплектів виробів, а Міністерство оборони України за сім останніх років не закупив жодної одиниці продукції заводу.
2010 рік завод закінчив із чистим збитком у розмірі 3,8 млн гривень.
У червні 2011 року уряд України знову спробував продати завод. Фонд державного майна України призначив приватизаційний конкурс з відкритою пропозицією ціни за принципом аукціону з продажу 96,129 % державного пакета акцій компанії «Тернопільський радіозавод „Оріон“» при стартовій ціні 38,7 млн гривень.
У жовтні 2011 року завод отримав замовлення на виробництво комплектуючих для електровозів ВЛ11/М6 українських залізниць.
21 жовтня 2011 завод уклав контракт на виробництво і постачання для державної прикордонної служби України партії УКВ-радіостанцій «Кордон» (всього 8 стаціонарних станцій, 152 переносних станцій і 4 ретранслятора загальною вартістю 881 450,36 гривень).
У 2011 році завод отримав 15 тис. гривень чистого прибутку.
У 2012 році завод отримав 18 тис. гривень чистого прибутку.
Станом на початок 2013 року, загальна чисельність співробітників заводу становила 697 осіб. У січні 2013 року адміністрація заводу погасила заборгованість по зарплаті перед за листопад 2012 року в розмірі 595 тис. гривень.
20 лютого 2013 на озброєння української армії був офіційно прийнятий розвідувальний автоматизований звукометричний акустичний комплекс «Положення-2», створений СКБ «Блискавка» в 1995—2012 рр. на шасі МТ-ЛБ. На виготовлену бронемашину були встановлені радіостанції Р-173 м і РН-2.7 «Оріон РН-2.7» виробництва радіозаводу «Оріон».
27 березня 2013 уряд України вжив ще одну спробу продати завод. Фонд державного майна України призначив приватизаційний конкурс з відкритою пропозицією ціни за принципом аукціону з продажу 96,129 % державного пакета акцій компанії «Тернопільський радіозавод „Оріон“» при стартовій ціні 30,6 млн гривень.
У січні 2014 Фонд державного майна України ще раз зробив спробу продати завод.

## Сучасний стан
Після початку бойових дій на сході України підприємство було залучено до виконання військового замовлення.
Підприємство почало роботи над імпортозаміщенням складників російського виробництва.
28 липня 2014 міністерство оборони України виділило заводу 6,4 млн гривень на виробництво 4049 танкових шоломофонів ШШ-1 для збройних сил України. У вересні 2014 було розпочато виконання контракту, до 12 вересня 2014 були виготовлені перші 350 шт.

## Продукція
Підприємство випускає засоби для:
- народного господарства: Носима радіостанція «Оріон РН-2.6», Возима радіостанція «ОРІОН РСВ-7», Стаціонарна радіостанція «ОРІОН РСВ-7»;
- Для залізниці: Реєстратор переговорів локомотивний, Локомотивна радіостанція «Оріон РВ-4» (КХ/УКХ), Уніфікована станція розпорядча «ОРІОН УСР-6», Лінійна радіостанція «ОРІОН РС-6» (КХ/УКХ), Стаціонарна станція «ОРІОН РС-4» (КХ/УКХ), Локомотивна радіостанція «ОРІОН РВ-4М» (КХ/УКХ);
- Для бронетехніки: Шоломофон шумозахищаючий ШШ-1, Радіоприймач Р-173ПМ, Ультракороткохвильова симплексна радіостанція Р-173М, Багатоканальна возивна радіостанція «Оріон Р-173» з ППРЧ, Цифрова апаратура внутрішнього зв'язку і комутації «АВЗК1» (Р-174м), Апаратура внутрішнього зв'язку і комутації АВЗК1 (Р-174);
- Для силових структур: Гарнітури, Стійка радіообладнання «Оріон», Стаціонарна радіостанція з дистанційним керуванням «Оріон РС-1С», Радіоретранслятор на сонячних батареях «Оріон РР-1.4S», Стаціонарна станція «Оріон РС-1.4» («Оріон РС-1.5»), Радіоретранслятор «Оріон РР-1», Носивна радіостанція «Оріон РН-2.5К» («Оріон РН-2.7»), Приховано-носивна радіостанція «Оріон РН-2.4К» («Оріон РН-2.4К4»), Приховано-возима радіостанція «ОРІОН РВ-1С», Возима радіостанція «Оріон РВ-1.4» («Оріон РВ-1.5»);
- Засоби освітлення люмінесцентні з вмонтованим пускорегулювальним пристроєм.